# 1973년 워싱턴 정상회담
1973년 워싱턴 정상회담은 냉전 시대에 미국 대통령 리처드 닉슨, 미국 국무장관 헨리 키신저, 소련 공산당 서기장 레오니트 브레즈네프, 소련 각료회의 의장 알렉세이 코시긴이 1973년 6월 18일부터 25일까지 개최한 회담이다. 냉전 초강대국들은 백악관에서 해양학, 교통, 농업 연구, 문화 교류, 그리고 가장 중요하게는 핵 군축에 관한 문제를 논의하기 위해 만났다. 핵전쟁 방지 협정은 정상회담 중 서명되었다. 이 정상회담은 소련과 미국 간 데탕트의 정점을 찍은 것으로 평가받는다. 정상회담은 원래 6월 26일까지 진행될 예정이었으나 하루 일찍 종료되었다.

## 배경
워싱턴 정상회담은 1967년부터 1979년까지 이어진 냉전 시대의 '데탕트' 시기에 열렸다. 이 역사적 갈등의 변화는 미국과 소련 간의 긴장 완화를 의미했으며, 워싱턴 정상회담을 포함한 여러 정상회담은 외교 관계를 강화하고 핵전쟁 가능성을 제한하려는 시도였다. 워싱턴 정상회담에 앞서 1955년 제네바 정상회담과 SALT I (1972)이 있었으며, 이들은 모두 군축, 국제 관계 및 경제적 유대라는 국제적 문제를 제기했다. 이러한 세계적 관심사들은 워싱턴에서 열린 1973년 정상회담에서 더 심도 있는 논의를 위한 기반을 마련했으며, 이는 진행 중인 갈등 속에서 추가적인 긴장 지점 발생을 직접적으로 방지하려는 시도였다.

## 목적
워싱턴 정상회담이 시작될 때, 리처드 닉슨 미국 대통령과 레오니트 브레즈네프 소련 공산당 서기장은 제2차 전략 무기 제한 협정에 합의하려는 공통적인 동기를 가지고 있었다. 이 상호 합의는 국제 안보와 세계 평화를 강화하기 위해 제안되었다. 이 제안된 임무는 이전의 모스크바 정상회담과 제네바 정상회담에 이은 것으로, 이들 회담에서는 SALT II 조약에 따른 핵 협상과 군축을 중단하는 데 실패했다.
미국과 소련은 "두 정부 간의 더 나은 관계, 우리 국민, 러시아 국민, 미국 국민을 위한 더 나은 삶, 그리고 무엇보다도 우리 두 나라를 넘어 전 세계에 걸쳐 있는 목표, 즉 세계에서 무기의 부담을 덜고 평화의 구조를 구축하는 것"과 같은 많은 공통된 동기를 가지고 있었지만, 그러한 임무 외에 다른 분리되고 모순된 계획들이 진행되고 있었다. 양측 참가자들은 국제법의 테두리 밖에서 핵 능력을 계속 계획하고 개발했으며, 브레즈네프는 경제적 이득과 미국 기술 습득 기회를 바탕으로 소련-미국 관계 개선을 추진했다. 브레즈네프는 소련의 "기술적 지체"를 인지하고 있었고, 따라서 개선된 소련-미국 관계를 자신의 이점으로 활용했다. 닉슨은 그의 대통령 재임 기간 동안 미국 국무장관 및 국가안보보좌관이었던 헨리 키신저와 함께 소련을 희생시키면서 국제적 지배를 계속 추구했다. 닉슨은 1971년 인도-파키스탄 전쟁과 이스라엘-팔레스타인 분쟁과 같은 사건들이 공산주의 영향의 직접적인 결과라는 국제적 시각을 조성함으로써 베트남과 일본과 같은 영향을 받은 국가들에서의 분쟁을 이용하여 국제 문제에서 소련을 계속해서 악마화하고 소련의 영향력을 밀어냈다.
"최혜국 대우"에 관해서는 다른 외교적 의견이 나왔고, 이는 주된 임무로부터 주의를 분산시켰다. 처음에는 양국이 소련에 대한 미국의 최혜국 대우 지위를 얻을 계획이 있었는데, 이는 동등하고 공정한 무역 협정을 보장하고 수출, 관세 및 상업 협정을 개선하는 지위였다. 하지만 국내 반대로 인해 이 임무는 약화되었다. 이 관계 개선에 반대하는 연합이 형성되었고, 이는 데탕트의 기본 원칙을 거부하여 닉슨의 움직임을 제한했다. 브레즈네프는 경제적 이점 때문에 최혜국 대우 설립에 "열성적"이었으므로, 철회된 합의에 실망했다.

## 참가국
정상회담은 미국과 소련만이 직접적으로 참여했으며, 리처드 닉슨 대통령과 그의 국무장관 헨리 키신저, 그리고 소련 공산당 서기장 레오니트 브레즈네프가 백악관에서 독점적으로 만났다. 논의의 임무와 국제 관계에 대한 우려는 인접 국가들과 더 넓은 국가들을 포함했다. 논의에 참여한 국가들에는 남베트남, 베트콩, 북베트남, 유럽 전역과 중동이 포함되었다. 이들 국가들은 인도-파키스탄 전쟁과 이스라엘-팔레스타인 분쟁과 같은 냉전 관련 분쟁뿐만 아니라 무역 협정 및 파리 평화 협정과 같은 평화 조약을 통해 참여했다.

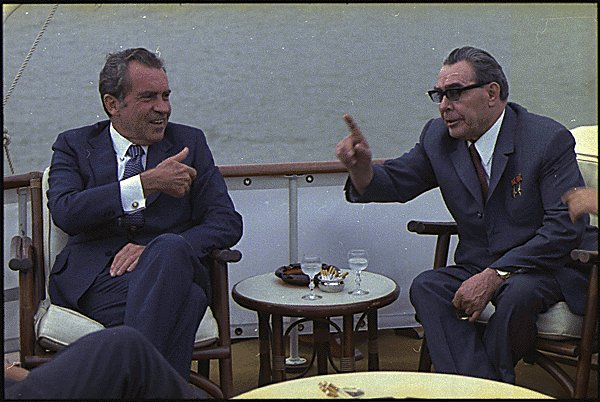
1973년 6월 19일, USS 세쿼이아 호에서 닉슨과 브레즈네프.

데탕트의 원칙에 따라, 두 정상은 외교 관계 개선을 위해 노력했으며, 이는 정상회담 내내 그들 자신의 개인적인 관계와 성격으로 확장되었다. 두 초강대국 정상 간의 모든 회의는 백악관 내 녹음 시스템을 통해 기록되었다. 이 테이프들이 공개되면서 닉슨과 브레즈네프 간의 비공식적이고 우호적인 교류가 드러났으며, 두 사람은 "다양한 문제의 성공적인 해결을 촉진하기 위해" 강력한 개인적 관계를 구축했다. 브레즈네프가 워싱턴의 백악관에 도착했을 때, 닉슨은 그에게 링컨 자동차 브랜드에서 생산한 고급차인 링컨 컨티넨탈을 선물했다. 브레즈네프가 미국을 방문하는 동안 그는 닉슨의 저택인 라 카사 파시피카에 머물렀는데, 이곳은 "서부 백악관"으로도 알려져 있다. 회의 내내 두 정상의 자녀, 부인, 담배와 날씨에 대한 농담 등이 논의되었으며, 브레즈네프에 따르면 날씨는 "좋은 징조"였다고 한다. 두 초강대국은 대통령 전용 요트인 USS 세쿼이아에서의 업무 만찬과 같은 비공식 회담에도 참여했다.

### 인도차이나
베트남, 캄보디아 및 광범위한 인도차이나 지역의 분쟁 및 평화 회복에 관한 국제 문제들이 정상회담에서 논의되었으며, 이들 국가들이 두 초강대국의 간섭 없이 자유롭게 통치되어야 한다는 결론에 도달했다. 브레즈네프와 닉슨은 전쟁 종식 후 베트남 평화 회복 과정에 대한 서로의 지지를 확인했으며, 이 조약의 상호 이점과 광범위한 지역의 독립, 통일, 영토 보전 증대에 대한 공통된 인식을 바탕으로 평화를 보장할 수 있는 능력에 동의했다. 캄보디아는 정상회담의 또 다른 주제였으며, 군사 행동 종식의 중요성이 강조되었다.

### 유럽
미국과 소련은 프랑스와 독일을 포함한 유럽 내 및 유럽과의 관계를 논의했으며, 이는 국제 안정에 기여했다. 정상회담 내내 양국은 유럽 내 관계 강화의 중요성에 동의했으며, 1971년과 1972년 독일 및 프랑스와의 4자 협정 등 과거 합의를 재확인했다. 정상회담을 통해 지도자들은 국제 관계 강화를 위한 공동 및 개별 노력을 허용하는 국가 간 공동 성명에 대해 논의할 수 있었다. 이 논의는 평화와 안정을 위해서는 중앙유럽에서 군사 행동이 중단되어야 한다는 결론으로 이어졌으며, 1973년 10월 30일에 시작될 것으로 제안된 병력 및 무기 감축을 협상했다.

### 중동
냉전의 뜨거운 쟁점이었던 중동은 워싱턴 정상회담 내내 논의의 대상이었다. 두 초강대국은 이집트와 시리아를 중심으로 한 아랍 국가들과 이스라엘 간에 전쟁이 발발할 위험을 인지하고 있었다. 이 지역에서의 협상은 평화를 가져오는 데 도움이 될 "원칙"의 필요성에 기반을 두었으며, 브레즈네프는 "우리는 이 전쟁 상황을 끝내야 한다"고 말했다. 정상회담에서 논의된 이 국제 문제에 대한 한 가지 해결책은 이스라엘이 아랍 영토에서 철수하는 것을 보장하여 인접 지역의 독립과 안정을 확보하는 것이었다. 두 초강대국은 관련된 국가들, 특히 소련은 이집트와의 동맹을 인지했지만, "팔레스타인 사람들의 정당한 이익"을 논의하기 위해 이러한 동맹을 제쳐두었다. 중동에 대한 협상은 욤키푸르 전쟁이 1973년 10월 6일 닉슨과 브레즈네프가 논의했던 국가들 사이에서 발발하면서 실패했다.

## 논의와 협상
정상회담 내내 국제 및 국내 관계, 무역 및 교환, 분쟁 및 환경 문제와 관련하여 다양한 협정이 논의되고 협상되었다.

### 관계
정상회담의 논점 중 하나는 국제 안보 개선이었으며, 이는 평화로운 국제 관계를 증진하고 냉전 관련 "대리전"을 종식시키는 것을 목표로 했다. 초강대국들은 유럽 관계에 대한 안보 회의의 필요성과 서유럽에서의 소련 영향력 확장 및 동유럽에서의 영향력 강화를 논의했다. 브레즈네프는 이것이 두 지역 간의 의사소통 자유 문제를 해결할 것이라고 믿었다. 그러나 협상 후 이 문제에 대한 진전은 없었다. 그들은 또한 중동과의 관계의 본질을 논의했으며, 이 지역과의 직접적인 갈등을 피해야 할 필요성에 동의했다. 브레즈네프가 미국이 이스라엘에게 아랍 영토를 비울 것을 촉구해야 한다고 강조하면서 중동 분쟁과 관련하여 "위기 관리"에 대한 협상이 제안되었다. 정상회담이 열리기 불과 6개월 전에 파리 평화 협정이 체결되었으므로, 두 초강대국은 휴전 지속을 확인했다.

### 문화와 경제
문화, 경제 및 환경 협상 또한 정상회담에서 진행되었으며, 해양학, 교통, 농업 연구 및 문화 교류에 관한 행정 협정이 체결되었다. 초강대국들은 농업 연구 및 기술 분야에서의 협력을 강조했으며, 생산, 소비 및 수요 예측, 유전학, 육종, 식물 보호 및 작물 생산을 포함한 식물 과학, 가축 및 가금류 과학, 토양 과학, 기계화, 가공 및 보존 분야에서의 상호 이익을 위한 연구 교환, 그리고 과학자 및 전문가 교환에 합의했다. 또한 해양학 연구 협력에 대한 합의가 이루어졌으며, 화학, 지질학, 해양-대기 상호작용 및 생물학 분야에서 동등한 작업 교환을 통해 해양 지식을 결합하기로 했다. 교통에 관한 협정은 소련과 미국의 환경에 상호 이익이 되도록 진행되었으며, 교량 및 건설, 철도, 항공, 해상 및 자동차 운송, 안전 및 교통에 대한 실용적인 지식을 공유하기로 했다. 문화 교류는 정상회담의 주요 협상 요소였으며, 과학, 기술, 교육, 문화 교류가 동등한 관계를 증진할 것이라는 합의가 있었다.
정상회담에서 논의된 경제 협정은 양국의 경제를 지원하고 성장시키며 모든 분야에서 관계를 강화하기 위해 제안된 통화 무역 협정으로 확장되었다. 닉슨과 브레즈네프는 미-소 공동 상업 위원회 하에 3년 동안 30억 달러 상당의 상품과 서비스를 거래하는 것을 목표로 합의했다. 양국은 경제, 금융, 상업 기관 간의 접촉 확대를 제안했다. 서비스 및 경제 프로젝트의 협력은 현재 진행 중인 프로젝트를 공개함으로써 이루어졌다. 미국은 소련에게 시베리아에서 천연가스를 현재 공급하고 있음을 알렸다. 갈등의 양측 모두에게 이익이 될 프로젝트 협상이 합의되었다.

### 조세
워싱턴 정상회담을 통한 경제 및 상업 협정은 조세 논의로 확대되었다. 미국과 소련은 모든 유형의 소득에 대한 이중 과세를 없애는 협정에 서명했다. 이 협정은 시민들이 자국의 계약 국가의 세금 시스템에만 참여하도록 보장했다. 이 선언은 예술, 문학 및 과학 작품 소득, 재산 판매 소득, 상품 및 서비스 판매 소득, 신용 대출 이자 및 직접 상속에 적용되었다.

### 핵전쟁 방지
워싱턴 정상회담은 두 초강대국 간의 핵전쟁 방지 협정에 중점을 두었다. 소련과 미국 모두 냉전 기간 내내 가까이 다가왔던 핵전쟁의 위험을 인식했으며, 이러한 발생을 제한하고 제거하기 위해 제한 조치를 취해야 한다고 합의했다. 이 합의는 1973년 6월 22일에 이루어졌으며, 양측은 직접적인 군사적 충돌을 피하고 발생 시 긴급 협의에 참여함으로써 핵전쟁의 위험을 제거하는 데 상호 동의했다. 이 조약은 무기한으로 체결되었으며, 대규모로 강화된 국제 안보를 제안했다.

## 결론 행사

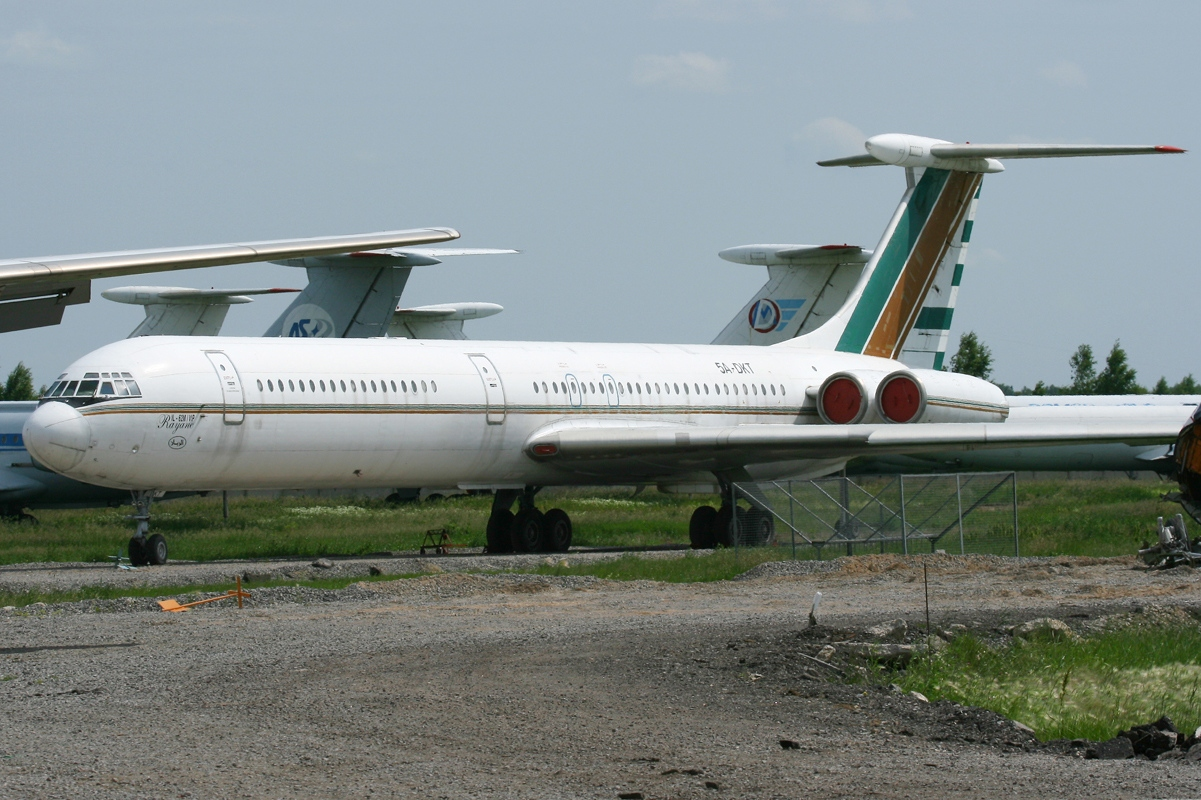
브레즈네프가 탑승했던 소련 항공기 일류신 Il-62M 제트 여객기.

정상회담 마지막 날인 1973년 6월 24일, 두 초강대국은 자신들의 업적을 "전후 시대의 이정표"라고 선언했다. 마지막 밤, 브레즈네프는 미국 텔레비전에 출연한 최초의 러시아 지도자가 되어, 47분 동안 정상회담의 결과와 세계의 미래에 대한 개인적인 기쁨을 대중에게 직접 이야기했다. 브레즈네프는 방문이 높은 보안 속에 이루어진 것에 대해 사과하고, 앞으로 미국 시민들을 만나고 더 많은 나라를 방문하겠다고 약속했다. 그는 뉴욕, 시카고, 디트로이트, 로스앤젤레스를 방문하여 논의되었던 산업 프로젝트와 농장을 직접 보고 미국 노동자들과 교류하고 싶다는 열망을 언급했다. 그는 대통령에게 다음 6~8개월 내에 가능한 회담을 제안했다.
하루 일찍 일정을 마친 브레즈네프는 1973년 6월 25일 앤드루스 공군기지에서 파리로 출발하여 퐁피두 대통령을 만났다. 그의 4발 일류신-62 제트 여객기가 이륙할 때, 군악대, 예포, 의장대가 그를 배웅했다. 일반 미국 시민은 공군 인력과 그 가족을 제외하고는 참석이 허용되지 않았다.